# Fort Shawnee, Ohio
Fort Shawnee là một làng thuộc quận Allen, tiểu bang Ohio, Hoa Kỳ. Năm 2010, dân số của làng này là 3726 người.

## Dân số
- Dân số năm 2000: 3855 người.
- Dân số năm 2010: 3726 người.